# レクイエムハ短調 (ケルビーニ)

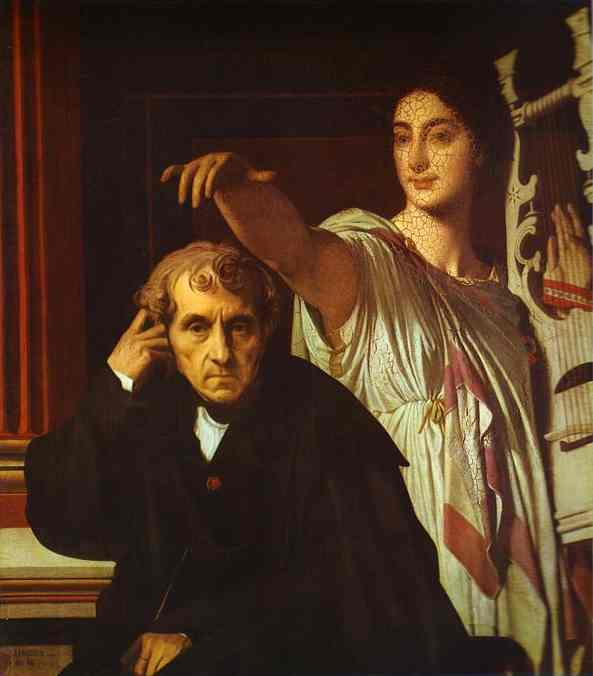
ドミニク・アングルによるケルビーニ

『レクイエム ハ短調』（レクイエムハたんちょう、フランス語:  Requiem en do mineur à la mémoire de Louis XVI、英語: Requiem in C minor）は、ルイジ・ケルビーニが1815年から1816年にかけて作曲した混声合唱のためのレクイエムである。 1817年 1月21日にパリのサン＝ドニ大聖堂にてルイ16世に敬意を表す記念式典のために初演された。本作はケルビーニの宗教音楽の最高傑作と見られている。 なお、1836年に作曲されたニ短調のレクイエムを『レクイエム 第2番』とし、ハ短調の本作を『レクイエム 第1番』と表記することもある。

## 概要

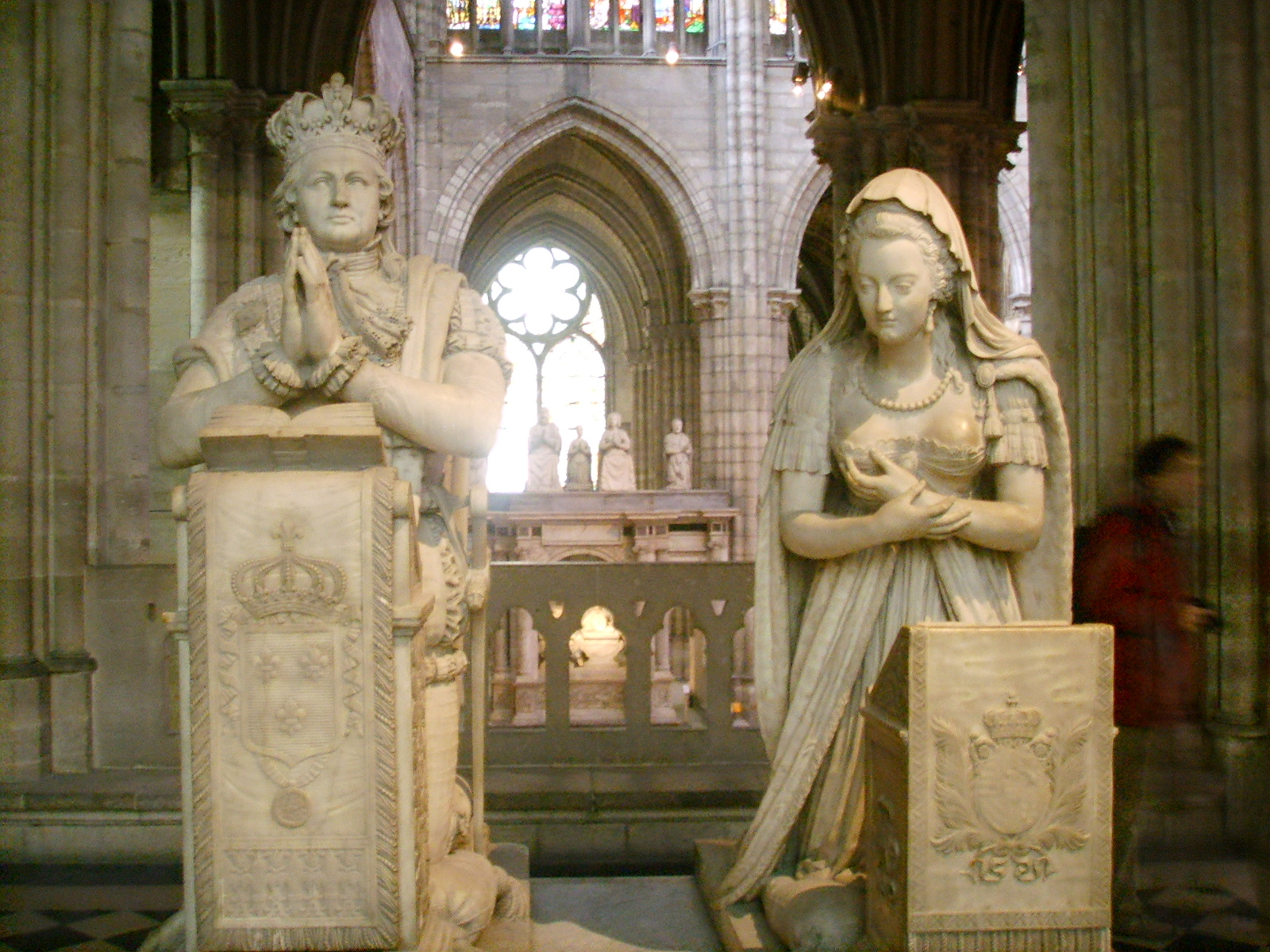
サン＝ドニ大聖堂のルイ16世とマリー・アントワネットの墓

ベートーヴェンは「もしレクィエムを書けと言われたら、ケルビーニの曲だけを手本にしただろう」と言ったというのは、よく知られているが、ベートーヴェンはこの作品をモーツァルトのレクイエムを凌ぐ作品と考えていた。本作はベルリオーズ、シューマン、ブラームスも絶賛の言葉を残している。
本作はルイ18世の命によって作曲されたが、革命の犠牲となって、断頭台上の露と消えたルイ16世の運命はケルビーニ自ら目の当たりに見たところであったから、ケルビーニは並々ならぬ感動をもって作曲に取り組んだと言われる。前田昭雄は「地上の光輝も権勢も神の前には無にすぎぬことを、王の悲惨な運命ほど如実に教えるものはない。本作にみなぎる一種運命的な迫力は、このような事情に由来するかとも思われる」と評している。さらに、本作には「美しい合唱旋律にパレストリーナの血が脈々と流れ、的確な形式感にフランスの巨匠の洗練された感覚がうかがわれ、全体の渋い色調と深い劇的表現にゲルマン的な力強さが漂っている」と述べている。
革命に批判的であったケルビーニはこの曲にルイ16世ばかりでなく、革命の犠牲となった多くの死者への思いを託したに違いない。
井上太郎は「奉納唱の四十七小節目から七十六小節目まではベートーヴェンが《第九》 の最終楽章を書く際に参考にしたのではないだろうか」と見ている。七十七小節から始まるフーガは「主がその昔、アブラハムとその子孫に約束し給うたごとく」の言葉と後半を組み合せた壮大な二重フーガになっており、対位法技術の最も高度な例としてしばしば引き合いに出される。
編成上の特徴は声楽での独唱がなく、独唱者をいれなかったことは、この頃のレクイエムには珍しい。しかも、合唱パートがユニゾンで歌う部分があるのは、当時高まり始めた中世・ルネサンス音楽への関心への反映であろう。ケルビーニは〈19世紀のパレストリーナ〉と言われていたこともあって、古典様式を積極的に受け入れ、オペラ的になることを避けたのだ。オーケストラでは、管楽器でフルートが使われていないため、音色が暗めになっており、バスーンが独立し、ヴィオラに重要性が与えられている。本作は王政復古期の様式の作品としては、最も成功した例の一つで同時期の独墺系の宗教音楽に十分競合できる内容の作品である。

## 編成

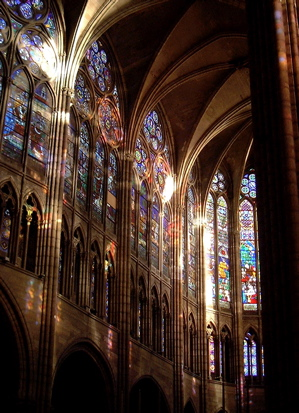
サン＝ドニの身廊北西部、夕刻

- 声楽: 混声合唱（ソプラノ、アルト、テノール、バス）
- 木管楽器:オーボエ2、クラリネット2、 ファゴット2
- 金管楽器:ホルン2、トロンボーン3
- 打楽器:ティンパニ 、タムタム
- その他:弦五部

## 楽曲構成

### 入祭唱
Introitus（イントロイトゥス）
ラルゲット・ソステヌート、ハ短調、2分の2拍子
低弦が弱く奏され、これを導入として合唱が微かな祈りを始める。呟くような低弦が再現され、合唱との対話のように進行する。不気味な響きの中で、神秘的な雰囲気を醸し出している。永遠の安息を願う祈りは徐々に明るくなり、キリエ・エレイゾンが清純な美しさをもって現れる。低めの音域を中心に、渋い穏やかな流れの中に美しさが盛り込まれている。

### 昇階唱
Graduale（グラドゥアーレ）
アンダンティーノ・ラルゴ、ト長調、2分の3拍子
入祭唱の静けさを引き継ぐ温和な展開を見せる。オーケストラは概ね沈黙し、ヴィオラ以下の低弦のみが奏される。合唱のうちテノールとソプラノが一対となって、主旋律を歌い、終始イニシアティブをとる古典的な均衡が見事に保たれる。

### 怒りの日
Dies iræ（ディエス・イレ）
アレグロ・マエストーソ、ハ短調、4分の4拍子
前2曲の静けさから一転し、「怒りの日」は力強く大きな展開を見せ、一気に緊張感が出てくる。「怒りの日」を告げる金管楽器が豪壮に鳴らされ、タムタムの不気味な強打によって、強い印象がもたらされると迫力ある合唱が続き、2回繰り返され、「救い給え」のメロディーで和む。次にヴァイオリンを伴ったソプラノにより「思い起こし給え」が歌われる。この優美なこの歌はテノール、ソプラノ、バス、ソプラノと受け継がれ、やがて4部合唱となる。速度が徐々に早まり、さらに、激しい展開となり裁きの火の恐ろしい業火が描写される。主の憐れみを乞うかよわい呼び声がこだまする。やがてラルゴで「嘆きの日」がしみじみと歌われる。最後は落ち着きのある結末で締めくくられる。

### 奉納唱
Offertorium（オッフェルトリウム）
アンダンテ、変ホ長調、4分の4拍子
「怒りの日」と共に、ミサの音楽的中心となる大規模な曲。全体は前半と後半に分れる。さらに、その両方が3部構成となっている。まず、キリストの栄光が歌われ、合唱で始まり、間もなく暗い絶望の深遠が提示される。「主よ、深き淵より、獅子の口より、我らを救い給え」と合唱が歌い、管弦楽は激しい付点のリズムによって地獄を描写する。やがて、クラリネットが黎明を告げると、ヴァイオリンの優しい響きに乗って、信頼と希望の歌が女声2部合唱で歌われる。テノールが加わり、天上的な清純さを表出すると、この3部合唱によって締めくくられる。

### 聖なるかな
Sanctus（サンクトゥス）
アンダンテ、変イ長調、4分の3拍子
短い楽曲だが、非常に神々しい力感に溢れ、切れ味が良く、明るい内容となっている。この輝かしさは死せる王者の世俗的光輝と見ることもできる。先の中核２曲を受けた明快な賛歌となっている。

### 慈悲深き主イエズス
Pie Jesu（ピエ・イェズ）
アンダンテ、へ短調、2分の2拍子
曲調は一転して、暗い悲しみの影に覆われる。主にひれ伏して慈悲を乞う祈りの歌がソプラノとテノールによってしみじみと歌われ、クラリネットのソロの悲哀をおびた旋律が流れる。曲は一度変イ長調の明るさを取り戻すが、それは束の間のことで、冒頭の悲しげな歌がヘ短調で再現される。永遠の平和を願う低い呟きが余韻を残しつつ消えると、クラリネットのソロの悲哀をおびた旋律が再現される。

### 神の小羊
Agnus Dei（アニュス・デイ）
ソステヌート、ハ短調、4分の4拍子
最終章では深い苦悩が最も濃い影を落としている。弱く緩やかに弦楽器が奏し始め、次第にクレッシェンドしていき、劇的に盛り上がり、合唱の悲痛な叫びが堰を切ったように流れ始める。主の子羊と慈悲とに訴えるこの叫びは3回繰り返され、永遠の安息を願う静かな祈りがこれに続く。半音階進行で、上昇するバスの根強い動きがこの祈りの痛切さを強調するかのようである。やがて、あらゆる声部がハ音に固執し、様々な回想のエコーを残しつつ、全曲を終える。長々と続くハ音の残響が運命的な影を落としている。

## 演奏時間
約40~50分

## 主な録音
| 年   | 指揮者                       | 管弦楽団 合唱団                                                             | レーベル                                      |
| ---- | ---------------------------- | --------------------------------------------------------------------------- | --------------------------------------------- |
| 1950 | アルトゥーロ・トスカニーニ   | NBC交響楽団 ロバート・ショウ合唱団                                          | CD:RCA EAN: 0773270487405                     |
| 1954 | カルロ・マリア・ジュリーニ   | ローマ聖チェチーリア国立音楽院管弦楽団 ローマ聖チェチーリア国立音楽院合唱団 | CD: Haenssler EAN: 0881488160567              |
| 1977 | ハインツ・レーグナー         | ベルリン放送交響楽団 ベルリン放送合唱団                                     | CD: PILZ EAN: 0762185648421                   |
| 1981 | リッカルド・ムーティ         | フィルハーモニア管弦楽団 アンブロジアン合唱団                               | CD: EMI EAN: 0724358623925                    |
| 1987 | クラウス・ペーター・フロール | ベルリン交響楽団 ベルリン放送合唱団                                         | CD: Deutsche Schallplatten EAN: 4988008402834 |
| 1996 | ディエゴ・ファソリス         | スイス・イタリア語放送管弦楽団 グルッポ・ヴォカーレ・カンテムス             | CD: NAXOS EAN: 0636943474921                  |
| 2001 | マシュー・ベスト             | コリドン管弦楽団 コリドン・シンガーズ                                       | CD: Hyperion UK ASIN : B01G47KEW6（EAN:不詳） |
| 2007 | マーティン・パールマン       | ボストン・バロック                                                          | CD: TERARC EAN: 0089408065828                 |
| 2010 | フリーダー・ベルニウス       | ホーフカペレ・シュトゥットガルト シュトゥットガルト室内合唱団               | CD: Carus EAN: 4009350832275                  |
| 2015 | エルヴェ・ニケ               | ル・コンセール・スピリチュエル 管弦楽団および合唱団                         | CD: ALHA EAN: 3760014192517                   |
| 2017 | マティアス・グリュネルト     | アルテンブルク＝ゲラ・フィルハーモニー管弦楽団 ドレスデン聖母教会室内合唱団 | CD: Rondeau Production EAN: 4037408061421     |
| 2019 | ヴァーツラフ・ルクス         | コレギウム1704 コレギウム・ヴォカーレ1704                                   | CD: Nifc NIFCCD-073（EAN:不詳）               |